# Мшанец (Винницкая область)
Мшанец (укр. Мшанець) — село на Украине, находится в Казатинском районе Винницкой области.
Код КОАТУУ — 0521483212. Население по переписи 2001 года составляет 135 человек. Почтовый индекс — 22133. Телефонный код — 4342.
Занимает площадь 0,602 км².

## Адрес местного совета
22133, Винницкая область, Казатинский р-н, с. Комсомольское, ул. Никольская, 15